# Operacija Kondor
Operacija Kondor (špansko Operación Cóndor, portugalsko Operação Condor) je ime za sodelovanje nekaterih južnoameriških držav ob podpori ZDA pri preganjanju svojih disidentov in nasprotnikov režima.

## Začetki
Kot začetek Operacije Kondor se šteje v leto 1975, ko so se v glavnem mestu Čila skrivaj sestali čilski diktator Augusto Pinochet in predstavniki tajnih policij Argentine, Brazilije, Urugvaja, Paragvaja in Bolivije ter se dogovorili, da bodo po načelu zvestobe in vzajemnosti obračunali s politično opozicijo. Kasneje sta se jim pridružila še Peru in Ekvador, v katerih je bila prav tako na oblasti vojaška hunta. Zaradi lastnih interesov so se operaciji kasneje pridružile tudi ZDA. Operacija Kondor je delovala na preprost način: če se je, na primer, čilski disident zatekel v Argentino, je zanj poskrbela argentinska tajna policija, če se je argentinski disident zatekel v Urugvaj, je zanj poskrbela urugvajska tajna policija in tako naprej.

## Delovanje tajnih služb in tajne policije
Seznam »nevarnih« oseb za latinskoameriške hunte je bil zelo dolg, disidenti pa niso bili nikjer več varni. Po večini so jih že vnaprej obsodili na smrt, če je bilo le mogoče pa so jih likvidirali že tam, kjer so jih odkrili. Eksekucije v okviru Operacije Kondor pa niso doživeli le disidenti in levičarji. Leta 1974 je bil v Buenos Airesu ubit bivši bolivijski predsednik Jose Torres, istega leta pa je bil v bombnem atentatu ubit še čilski general Carlos Prats in njegova žena. Akcije v okviru operacije Kondor pa niso bile omejene le na Južno Ameriko. 6. oktobra 1975 sta bila v Rimu ubita bivši predsednik Čila Bernardo Leighton in njegova žena Anita. Atentat je izvedel, po Pinochetovem ukazu, italijanski terorist Alfredo di Stefano. Bivšega Allendejevega ministra za obrambo in čilskega ambasadorja v ZDA, Orlanda Letellierja, je ubila bomba, podstavljena v njegov avtomobil leta 1976. Skupaj z njim je umrl tudi Roni Morfit, Američan, ki se je boril za demokracijo v Čilu. Bombo je podstavil Michael Townley, nekdanji agent Cie, ki je sodeloval s Pinochetovo Dino.

## Konec operacije
Proti koncu sedemdesetih let dvajsetega stoletja je svetovna demokratična javnost čedalje glasneje zahtevala od Pinocheta, da mora ponovno uvesti demokracijo in se odpovedati popolni oblasti. Prvi uspehi so se začeli kazati leta 1977, ko je oblast začela izpuščati prve politične zapornike in taboriščnike. Kljub tem prvim demokratičnim spremembam pa je general še naprej trdno držal oblast v svojih rokah. Domačo in svetovno javnost je opozarjal, da ne bo hitel z uveljavljanjem demokracije, ker Čilci niso zreli za demokracijo.
Pred morebitno parlamentarno demokracijo je moral Pinochet namreč zakriti sledi svojega krvavega režima. Prvi ukrep je bil podelitev amnestije vsem pripadnikom vojske in tajnih služb. S tem je preprečil morebitne sodne procese za zločine, storjene v času vladanja vojne hunte. Temu je sledila operacija prikrivanja dokazov o zločinih. Trupla iz množičnih grobišč je vojska pobrala in jih iz helikopterjev zmetala v Pacifik. Leta 1980 je Pinochet sprejel novo ustavo, ki je sicer uradno ukinila diktaturo. Tako so v Čilu lahko prvič po njegovem prihodu na oblast ljudje spet odšli na volišča. Volitve so bile farsa, saj je bil na njih le en predsedniški kandidat, Pinochet sam. Po volitvah je postal Pinochet za devet let uradni predsednik z velikimi pristojnostmi. Ta ukrep pa ni omehčal svetovne javnosti, ki je začela Čile odrivati na rob političnega dogajanja. Šele leta 1990 ga je na prvih resnično demokratičnih volitvah zamenjal Patricio Aylwin. Pinochet je ostal na pomembnih položajih vse do leta 2004, ko so mu v Čilu sodili za nekaj manjših kaznivih dejanj, za operacijo Kondor pa ni nikoli odgovarjal pred sodiščem.

## Žrtve Operacije Kondor
Med najbolj znanimi žrtvami operacije so:
- Jorge Isaac Fuentes Alarcon, čilski sociolog in urbanist, član Gibanja revolucionarne levice,
- Luis Gonzal Munoz, član socialistične stranke,
- Juan Humbert Zape, član socialistične mladine,
- Edgard Enriquez Espinoza,
- Alexej Vladimir Jaccard Siegler, komunistični simpatizer,
- Jacob Stoulman Bortnik, pripadnik Pinochetove opozicije,
- Jose Torres, bivši predsednik Bolivije,
- Bernardo Leighton, bivši predsednik Čila,
- Orlando Letellier, čilski ambasador v ZDA,
- Roni Morfit, ameriški borec za demokracijo,